# Барі Едуард Якович
Ба́рі Едуа́рд Я́кович (*1826 — †1.02.1893) — петербурзький лікар, доктор медицини, дійсний статський радник (1883)
Закінчив Медико-хірургічну академію в Петербурзі (1851). 
Познайомився з Тарасом Шевченком через Михайла Лазаревського. Лікував поета в останні місяці його життя. Встановив діагноз хвороби і написав свідоцтво про смерть Шевченка. У 1861 році працював ординатором при лікарні святої Марії Магдаліни.